# Lycosa minae
Lycosa minae este o specie de păianjeni din genul Lycosa, familia Lycosidae. A fost descrisă pentru prima dată de Wilhelm Dönitz și Strand, 1906. Conform Catalogue of Life specia Lycosa minae nu are subspecii cunoscute.